# Paul Kenrick
Paul Kenrick (geboren: 1962) is een Britse botanicus die is gespecialiseerd in paleobotanie. In 1982 behaalde hij zijn BSc aan de University of Wales. In 1988 behaalde hij hier een PhD. 
In 1988 en 1989 was Kenrick als onderzoeksmedewerker actief aan de afdeling paleontologie van de Université de Liège. Van 1989 tot 1992 was hij onderzoeker bij het Field Museum of Natural History in Chicago. Van 1992 tot 1998 was hij achtereenvolgens als assistent-conservator en senior conservator verbonden aan het Naturhistoriska riksmuseet in Stockholm. Vanaf 1998 is hij als paleobotanicus verbonden aan de afdeling paleontologie van het Natural History Museum in Londen.
Kenrick houdt zich bezig met onderzoek naar de oorsprong van landplanten gedurende het Paleozoïcum en de verdere evolutie van deze planten. Hij onderzoekt de fylogenie en evolutie van grote plantengroepen en dan speciaal varens, Lycopsida, paardenstaarten, coniferen en hun uitgestorven verwanten. Hij wil de systematiek ophelderen van varens, Lycopsida en uitgestorven verwanten (fossiele planten), waarvan hij een fylogenetische boom  wil opzetten. Een specifiek onderzoeksproject betreft de flora uit Korea tijdens het Krijt (circa 142-65 miljoen jaar geleden). Hij wil deze flora in kaart brengen en inzichten verkrijgen in de evolutie van belangrijke plantengroepen (varens, coniferen, bloemplanten). Ook wil hij hiermee de kennis over het klimaat en de geologie van Zuidoost-Azië tijdens het Krijt vergroten. Hij heeft gewerkt met paleobotanici als Peter Crane en Else Marie Friis.
Kenrick is (mede)auteur van artikelen in tijdschriften als American Journal of Botany, Botanical Journal of the Linnean Society, International Journal of Plant Sciences, Nature, Nordic Journal of Botany, Philosophical Transactions of the Royal Society of London series B en Systematic Botany. Kenrick zit in de redactie van Journal of Systematic Palaeontology (vanaf 2003) en American Journal of Botany (vanaf 2005). Samen met Peter Crane is hij auteur van het boek The Origin and Early Diversification of Land Plants: A Cladistic Study dat in 1997 bij Smithsonian Books verscheen. Samen met Paul Davis is Kenrick de auteur van het boek Fossil Plants dat in 2004 bij het Natural History Museum verscheen.
In 1999 kreeg Kenrick van de Linnean Society of London de Bicentenary Medal, een onderscheiding vanwege uitzonderlijke prestaties voor een bioloog die jonger is dan veertig jaar. Hij is lid van de Botanical Society of America.